# Powiat Sokolov
Powiat Sokolov (czes. Okres Sokolov) – powiat w Czechach, w kraju karlowarskim. Jego siedziba znajduje się w mieście Sokolov. Powierzchnia powiatu wynosi 753,59 km², zamieszkuje go 93 434 osób (gęstość zaludnienia wynosi 124,08 mieszkańców na 1 km²). Powiat ten liczy 38 miejscowości, w tym 10 miast.
Od 1 stycznia 2003 powiaty nie są już jednostką podziału administracyjnego Czech. Podział na powiaty zachowały jednak sądy, policja i niektóre inne urzędy państwowe. Został on również zachowany dla celów statystycznych.

## Struktura powierzchni
Według danych z 31 grudnia 2003 powiat ma obszar 753,59 km², w tym:
- użytki rolne - 27,25%, w tym 24,01% gruntów ornych
- inne - 72,75%, w tym 69,65% lasów
- liczba gospodarstw rolnych: 90

## Demografia
Dane z 31 grudnia 2003:
| Opis        | Ogółem | Kobiety       | Mężczyźni     |
| ----------- | ------ | ------------- | ------------- |
| populacja   | 93 434 | 47 191 50,51% | 46 243 49,49% |
| średni wiek | 37     | 38,63         | 36,12         |

- gęstość zaludnienia: 124,08 mieszk./km²
- 80,13% ludności powiatu mieszka w miastach.

## Zatrudnienie
| Mieszkańcy ze stałym zatrudnieniem | 22 376       |
| Średnia pensja miesięczna          | 14 945 koron |
| Bezrobotni                         | 6 594        |
| Stopa bezrobocia                   | 13,14%       |

## Szkolnictwo
W powiecie Sokolov działają:
| Rodzaj szkoły                   | Liczba szkół |
| ------------------------------- | ------------ |
| Przedszkola                     | 45           |
| Szkoły podstawowe               | 34           |
| Gimnazja                        | 1            |
| Szkoły średnie techniczne       | 7            |
| Szkoły średnie ogólnokształcące | 4            |
| Szkoły wyższe                   |              |

## Służba zdrowia
| Lekarze                               | 245 |
| Szpitale                              | 1   |
| Specjalistyczne ośrodki terapeutyczne | 1   |
| Gabinety dentystyczne                 | 36  |
| Apteki                                | 16  |

## Miasta
Březová, Habartov, Horní Slavkov, Chodov, Kraslice, Krásno, Kynšperk nad Ohří, Loket, Nové Sedlo, Oloví, Přebuz, Rotava, Sokolov

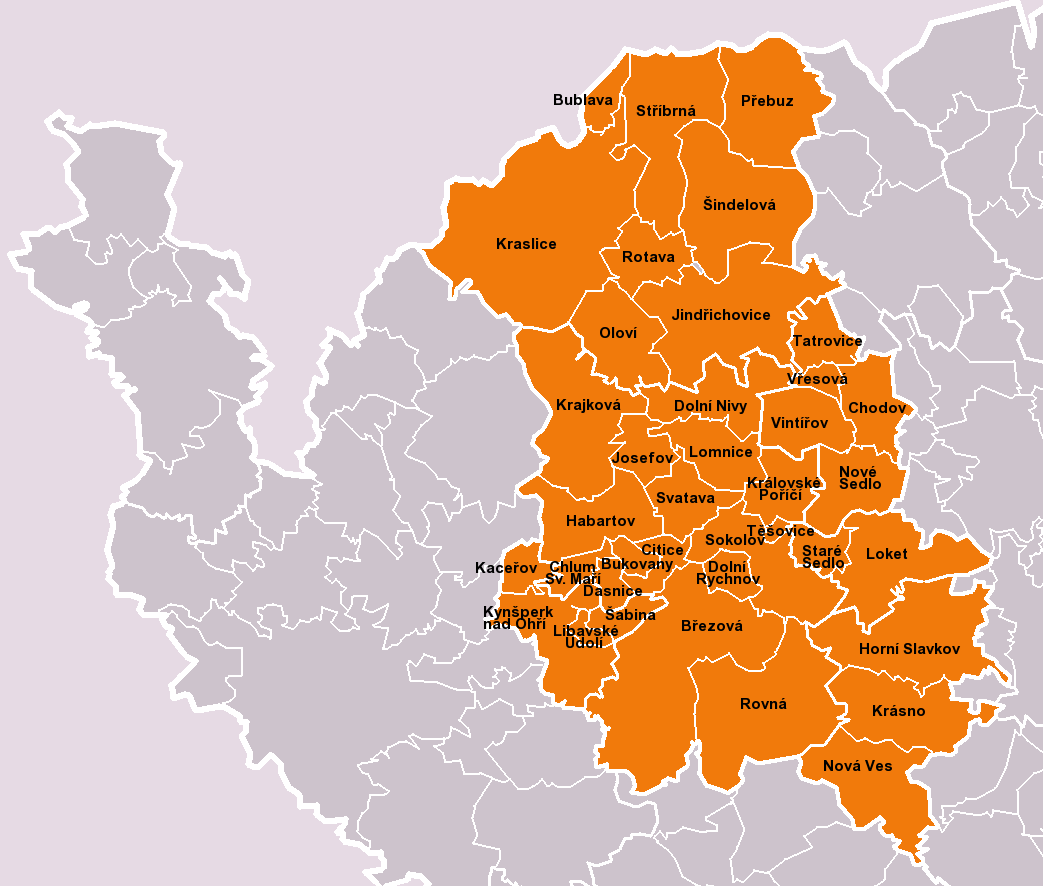
Powiat Sokolov